# 설재문
설재문(1990년 1월 8일 ~ )은 대한민국의 은퇴한 축구 선수로, 어린 시절 청소년 대표팀부터 KFA 해외유학 맴버에 포함되는 등의 매우 유망한 선수로 2007년 FIFA U-17 월드컵에도 참가했었지만 프로 데뷔는 이루지 못한 채 선수 생활을 정리하였다.